# François Gouges
Pour les articles homonymes, voir Gouges.
François Gouges, né le 3 septembre 1941 à Argelès-sur-Mer (Pyrénées Orientales) et mort le 3 août 2025, est un joueur de pétanque français.

## Biographie
François Gouges est droitier et se positionne en tireur.

## Clubs
- ?-? : Argelès-sur-Mer (Pyrénées Orientales)
- ?-? : Pétanque banyulenque (Pyrénées Orientales)
- ?-? : Port-Vendres (Pyrénées Orientales)
- ?-? : Diaz Perpignan (Pyrénées Orientales)
- ?-? : Saint-Martin Perpignan (Pyrénées Orientales)
- ?-? : Moulin à Vent Perpignan (Pyrénées Orientales)
- ?-? : Saint-Génis-des-Fontaines (Pyrénées Orientales)
- ?-? : Marenda Canet-en-Roussillon (Pyrénées Orientales)
- ?-? : Saint-André (Pyrénées Orientales)
- ?-? : Pétanqueurs Cru Banyuls-sur-Mer (Pyrénées Orientales)

## Palmarès[2],[3]

### Séniors

#### Championnats du Monde
Finaliste
- Triplette 1977 (avec Gérard Naudo et Jean Naudo) :  Équipe de France 2

#### Championnats de France
Champion de France
- Tête à tête 1972 : Pétanque banyulenque
- Tête à tête 1977 : Pétanque banyulenque

Finaliste
- Triplette Corporatif 1986 (avec Claude Baills et Patrick Rouah)

#### Autres titres
- Champion de France Junior FSGT en 1971 (avec Jacky Sayo et Jacques Monich)